# Monastère de Matka
Le monastère de Matka (macédonien : Манастир Матка) ou monastère de la Dormition (Манастир „Успение на Пресвета Богородица“) est un monastère orthodoxe situé dans la municipalité de Saraï, en Macédoine du Nord. Il se trouve au pied du mont Vodno, à quelques kilomètres au sud-ouest de Skopje et au bord de la Treska, à l'endroit où la rivière sort d'un défilé[C'est-à-dire ?]. Il a vraisemblablement été fondé vers 1337 par Boyko, le fils de Danitsa, seigneur de Matka.
L'église est construite en pierre et en brique, en forme de croix étroite, avec un dôme sur tambour. Son autel porte la date de 1372. Les fresques datent du XIVe siècle et ont été exécutées par un élève de l'école d'Ohrid. Elles représentent notamment des saints dans des médaillons et des scènes de la vie et de la Passion du Christ. L'édifice destiné au logement des moines date du XIXe siècle.

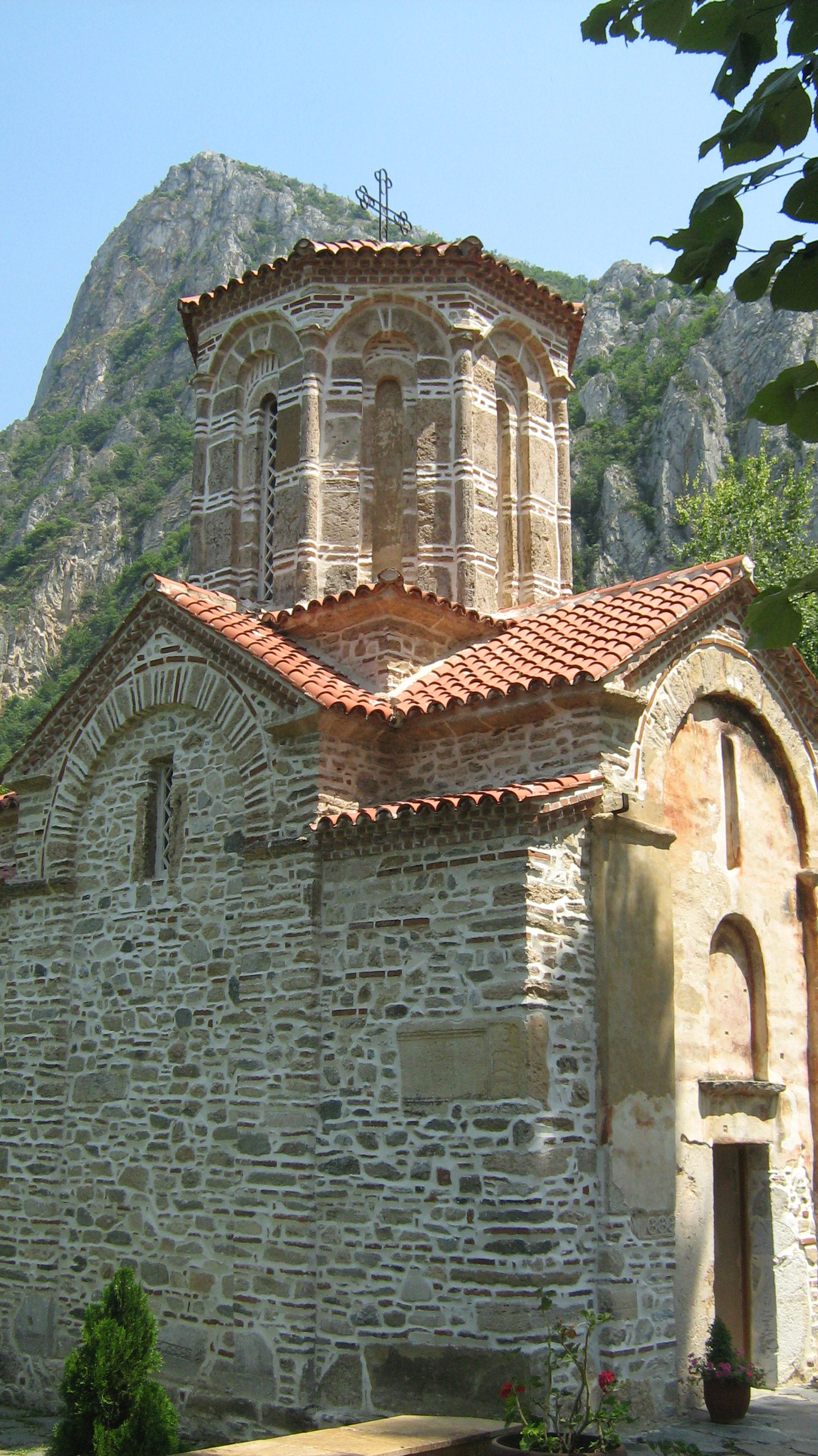
L'église.
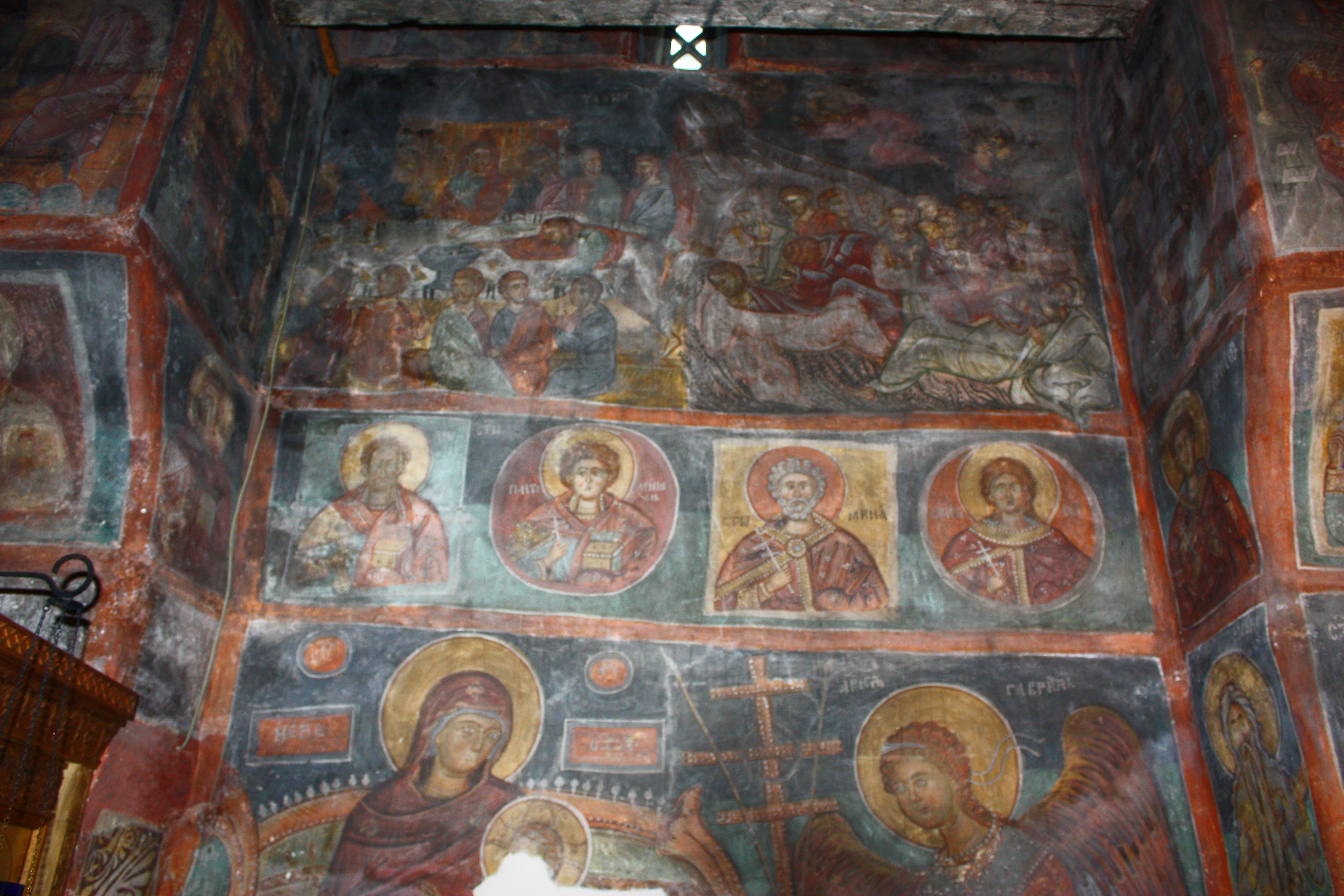
Fresques de l'église.
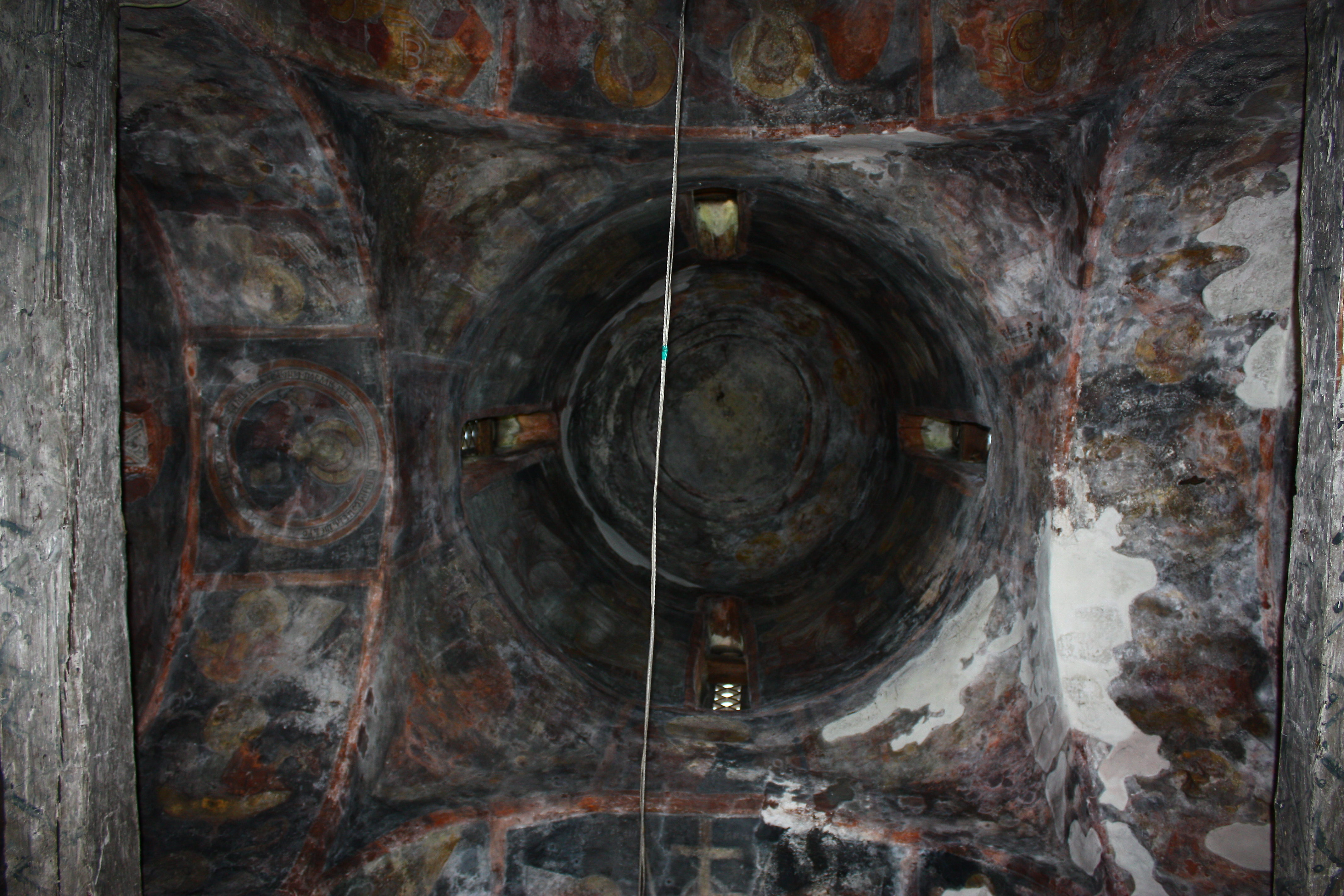
La coupole de l'église.